# 旅順博物館

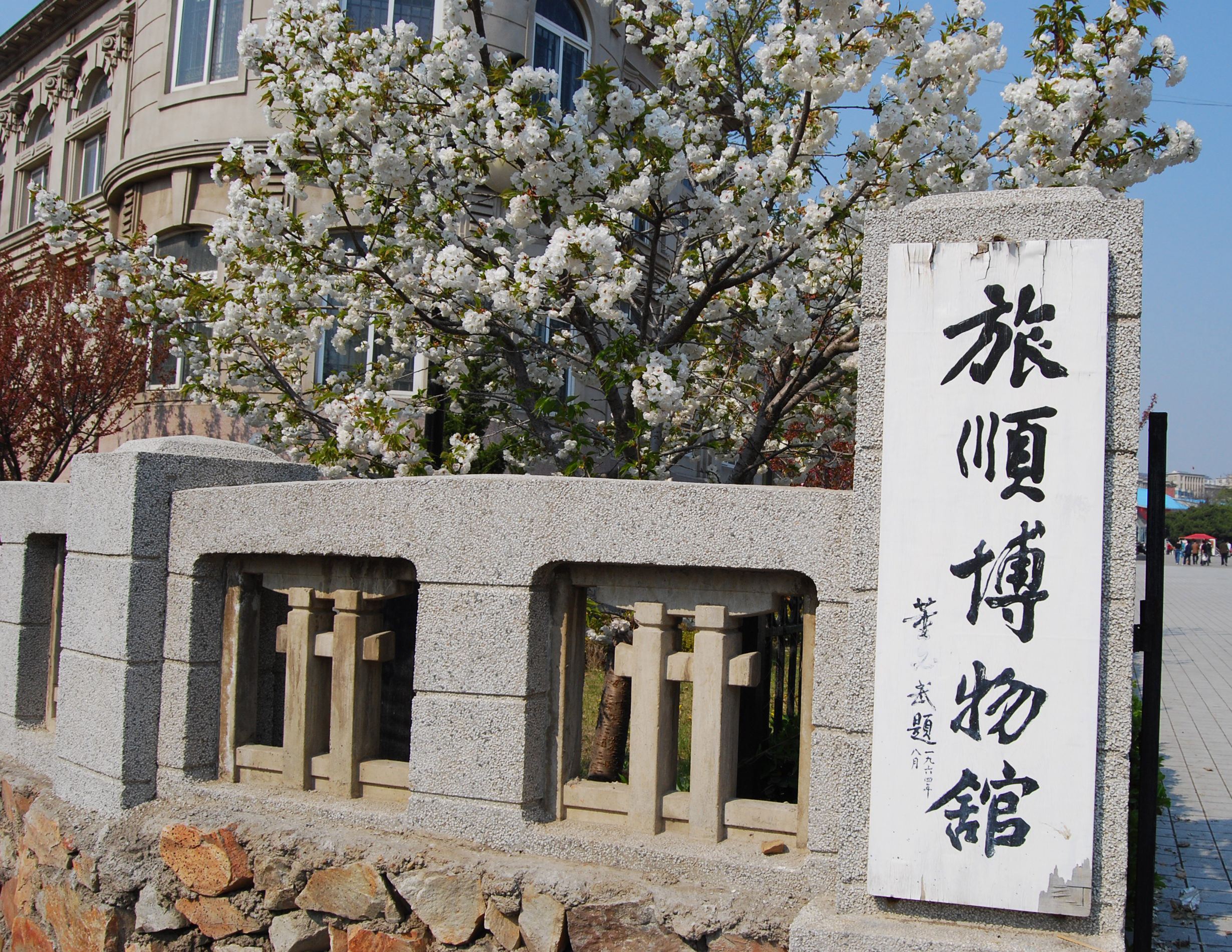
旅順博物館への入り口

旅順博物館 (りょじゅんはくぶつかん）は中華人民共和国遼寧省大連市旅順口区に位置する博物館。大谷探検隊の第三次探検がトゥルファンで発掘したミイラなども所蔵している。また、館内は撮影自由だが、ミイラの部屋だけは撮影禁止となっており、ミイラの部屋は通らないようにすることも可能となっている。

## 歴史
以下のような歴史をたどっている。
- 1915年11月 - 物産陳列所として開館
- 1917年4月 - 関東都督府満蒙物産館に改称
- 1934年12月 - 旅順博物館に改称
- 1945年8月 - ソ連に接収され旅順東方文化博物館と改称
- 1951年1月 - ソ連より中国政府へ返還
- 1952年12月 - 旅順歴史文化博物館に改称
- 1972年5月 - 文化大革命中に一時閉鎖、その後開館

## 日本との関係
2017年6月30日、龍谷大学世界仏教文化研究センターと、学術交流に関する友好協定を締結する。